# Pedro Nolasco Luco Caldera
Pedro Nolasco Luco Caldera (San Felipe, 1775 - Santiago, 1837) fue un agricultor y político chileno.

## Primeros años de vida
Sus padres fueron Ignacio Luco de Aragón y Dolores Caldera y Olano, ambos españoles. Estudió Humanidades en el Convictorio Carolino y Leyes en la Real Universidad de San Felipe. Se dedicó a las labores agrícolas en sus propiedades en Aconcagua.
Se casó con Mercedes Huici Trucios, de quien enviudó y contrajo nupcias con su cuñada, Ana Josefa Huici Trucios (era hermanas de su primera esposa), con quien tuvo descendencia.

## Vida pública
Fue Alcalde de San Felipe en 1822. Luego diputado propietario representante de Valparaíso y Casablanca entre 1822-1823, Asamblea Provincial de Santiago, 29 de marzo-3 de abril de 1823.
General de Residencia del Tribunal General de Residencia creado en 1823, para juzgar a los funcionarios públicos que faltaban a sus deberes. Este Tribunal, además estaba formado por José Antonio Ovalle, Bernardo de Vera y Pintado, Lorenzo Fuenzalida y Diego Portales. Nuevamente Diputado representante de Rancagua, Cachapoal y Maipo, 1823-1824.